# БГНЕС
БГНЕС (или BGNES) е независима информационна агенция в България, основана през 2001 г. от Славица Нешкова и Любчо Нешков. Сайтът на агенцията съдържа информация на български и английски език. Седалището ѝ е разположено на адрес: ул. „Алабин“ № 56 в София. В централата се помещават основните редакции на агенцията – вътрешна, международна, балканска, културна, бизнес и икономика, спортна. Ежедневно се публикуват не по-малко от 500 новини.
В новинарския поток на БГНЕС има над 5 млн. новини, като към средата на 2022 г. притежава над 10 милиона снимки. БГНЕС притежава и единствената национална видеоагенция с над 150 000 видеа.
Агенцията разполага със собствени кореспонденти в страната, като за новините и снимките от чужбина БГНЕС използва услугите на световните агенции.
В своя сайт БГНЕС се определя като „частна независима информационна агенция, която има за цел да информира бързо, точно и обективно за всички събития в страната и чужбина“.
БГНЕС е съучредител и член на Международната асоциация на частните информационни агенции (IAPP).

## История
Информационната агенция БГНЕС е създадена през септември 2001 г. от журналистите Славица Нешкова и Любчо Нешков, брат и сестра, които стават собственици. От 2002 г. БГНЕС е единствената агенция в България, която обслужва абонатите на най-големия мобилен оператор тогава в страната „Мтел“. През септември 2004 г. БГНЕС създава първата частна фотоагенция в България. В началото на 2005 г. БГНЕС създава и отделна спортна агенция. Година по-късно започва да отразява всички основни събития в София и страната с видеоматериал.
От август 2022 до декември 2024 г. част от ръководството на агенцията е Петър Колев, българин от Северна Македония.
От 28 ноември 2024 година Агенция БГНЕС предоставя изцяло нова апликация за своите абонати. Тя позволява бързо и лесно намиране на търсенето съдържание - новини, снимки и видеа от своя архив. Към тази дата БГНЕС притежава авторските права върху над 7 милиона новини, 12 милиона снимки и над 170 000 видео обекти. С помощта на новите технологии IT-отделът на БГНЕС конвертира всички видеа от 2001 година в универсалния видео формат mp4, който позволява на абонатите бързо преглеждане.

## Награди и инициативи
БГНЕС и работещите в агенцията са носители на множество национални и международни награди.
БГНЕС активно подкрепя и подпомага най-различни социални, културни и природнозащитени инициативи.
БГНЕС открито се противопоставя на всякаква проява на език на омразата и всякакъв вид на етническа, религиозна и друг вид дискриминация.
Агенция БГНЕС продуцира, финансира и заснема документални филми на историческа тематика от широко обществено значение, сред които МПО - 100 години борба за Независима Македония и Диктат: Убийствата на сръбския режим в Македония.
МПО - преди 100 години легендарни българи създават най-старата политическа организация на българската емиграция в САЩ и Канада – Македонската патриотична организация. Те разкриват истината за българската съдба на Балканите. Днес светът узнава тяхната саможертва благодарение на документалния филм на БГНЕС.
В "Диктат" е разказана съдбата на хиляди македонски българи, които са избити по Коледа през 1945 г. от новата власт в Македония, наложена от Белград. За първи път местни хора в Македония разкриват съдбата на своите предци, подложени на ужасяващия сръбски терор под диктатурата на Тито и насилствена македонизация.
В "България и Македония заедно срещу Коридор 8" се разказва за съдбата на железопътната линия София-Кюстендил-Скопие, която е по-стара от историята на Третата българска държава. Тъй като Коридор 8 е ключов приоритет за Европейския съюз и критичен за военната мобилност на НАТО на Балканите, се задава въпросът "още колко десетилетия трябва да изминат преди той да свърже България и Македония?"
Music for the Masses е подкаст за качествена музика, която има значение.
Гости в подкаста Music for the Masses са хора, които създават музика, които я изпълняват, продуцират, промотират. Водещ е Тодор Тодоров. Гости са композитори, музиканти, DJ, промоутъри или хора, които ще станат любимци на зрителите, ако вече не са такива.
Подкастът стартира на 14 декември 2024 година и се излъчва веднъж седмично - всяка събота, в YouTube канала на БГНЕС и се разпространява чрез всички социални платформи на агенцията.
Анти-европейската игра на Скопие - документалният филм на БГНЕС, който разкрива как геополитически зависимости и лобистки натиск от Скопие са повлияли върху доклада на ЕП за евроинтеграцията на Северна Македония. Участват представители на пет политически групи и докладчикът Томас Вайц. Филмът показва как премиерът Християн Християн Мицкоски е наложил формулировки за „македонска идентичност и език“, впоследствие защитени от режима на Виктор Орбан. БГНЕС осветлява истината зад политическите игри преди гласуването в Страсбург.
Всяка година БГНЕС отделя ресурс за професионалното развитие на млади и начинаещи журналисти.